# Cocktails & Dreams
Cocktails & Dreams è una raccolta di b-sides della band pop punk The Lawrence Arms, pubblicata nel 2005 dalla Asian Man Records.

## Tracce
1. Intransit
2. Quincentuple Your Money
3. 100 Resolutions
4. There's No Place Like a Stranger's Floor
5. Hey, What Time is 'Pensacola: Wings of Gold' on Anyway?
6. Presenting: The Dancing Machine (The Robot With the Monkey Head)
7. Overheated
8. Necrotism: Decanting the Insalubrious (Cyborg Midnight) Part 7
9. A Boring Story
10. Faintly Falling Ashes
11. A Toast
12. Nebraska
13. Another Boring Story
14. Joyce Carol Oates is a Boring Old Biddy
15. The Old Timer's 2x4
16. Turnstiles / Old Mexico Way / Purple Haze / Heaven Help Me

## Formazione
- Chris McCaughan - chitarra, voce
- Brendan Kelly - basso, voce
- Neil Hennessy - batteria